# کوره آهک پزی
کوره آهک پزی مربوط به اوایل دوره قاجار است و در شهرستان بناب، بخش مرکزی، دهستان روشت بزرگ، روستای روشت بزرگ واقع شده و این اثر در تاریخ ۷ خرداد ۱۳۸۷ با شمارهٔ ثبت ۲۲۸۴۶ به‌عنوان یکی از آثار ملی ایران به ثبت رسیده است.